# Wovoka
Wovoka, également connu sous le nom de Jack Wilson, est un chef spirituel nord-amérindien de la tribu des Païutes né vers 1856 et mort le 20 septembre 1932. Il est à l'origine de la Ghost Dance, un mouvement spirituel qui s'est diffusé dans les réserves indiennes au début des années 1890.